# Torvströmossen (sumpmark, lat 60,46, long 25,89)
Torvströmossen är en sumpmark i Finland. Den ligger i Pernå i landskapet Nyland, i den södra delen av landet, 60 km nordost om huvudstaden Helsingfors. 